# Gimnastyka na Letnich Igrzyskach Olimpijskich 2012 – ćwiczenia wolne mężczyzn
Ćwiczenia wolne mężczyzn na Letnich Igrzyskach Olimpijskich 2012 odbyły się 5 sierpnia w hali The O2. Złoty medal olimpijski zdobył Chińczyk Zou Kai. Srebro wywalczył reprezentant Japonii Kōhei Uchimura, a brąz Dienis Ablazin z Rosji.

## Terminarz
| Data            | Godzina |       |
| --------------- | ------- | ----- |
| 5 sierpnia 2012 | 14:00   | Finał |

## Wyniki

### Eliminacje
| Pozycja | Zawodnik           | Państwo           | Trudność | Wykonanie | Kary | Razem  |
| ------- | ------------------ | ----------------- | -------- | --------- | ---- | ------ |
| 1.      | Zou Kai            | Chiny             | 6.900    | 8.933     |      | 15.833 |
| 2.      | Kōhei Uchimura     | Japonia           | 6.700    | 9.066     |      | 15.766 |
| 3.      | Flavius Koczi      | Rumunia           | 6.700    | 8.966     |      | 15.666 |
| 4.      | Alexander Shatilov | Izrael            | 6.600    | 9.033     |      | 15.633 |
| 4.      | Jacob Dalton       | Stany Zjednoczone | 6.600    | 9.033     |      | 15.633 |
| 6.      | Tomás González     | Chile             | 6.500    | 9.033     |      | 15.533 |
| 7.      | Marcel Nguyen      | Niemcy            | 6.500    | 8.933     |      | 15.433 |
| 8.      | Dienis Ablazin     | Rosja             | 6.900    | 8.833     | 0.3  | 15.433 |
| 9.      | Ryōhei Katō        | Japonia           | 6.600    | 8.833     |      | 15.433 |
| 10.     | Gaël da Silva      | Francja           | 6.500    | 8.900     |      | 15.400 |
| 11.     | Kristian Thomas    | Wielka Brytania   | 6.300    | 9.066     |      | 15.366 |

### Finał
| Pozycja | Zawodnik           | Państwo           | Trudność | Wykonanie | Kary | Razem  |
| ------- | ------------------ | ----------------- | -------- | --------- | ---- | ------ |
| złoto   | Zou Kai            | Chiny             | 6.900    | 9.033     |      | 15.933 |
| srebro  | Kōhei Uchimura     | Japonia           | 6.700    | 9.100     |      | 15.800 |
| brąz    | Dienis Ablazin     | Rosja             | 7.100    | 8.700     |      | 15.800 |
| 4.      | Tomás González     | Chile             | 6.500    | 8.866     |      | 15.366 |
| 5.      | Jacob Dalton       | Stany Zjednoczone | 6.400    | 8.933     |      | 15.333 |
| 6.      | Alexander Shatilov | Izrael            | 6.600    | 8.733     |      | 15.333 |
| 7.      | Flavius Koczi      | Rumunia           | 6.700    | 8.500     | 0.1  | 15.100 |
| 8.      | Marcel Nguyen      | Niemcy            | 6.600    | 8.466     | 0.1  | 14.966 |